# Valdelacalzada
Valdelacalzada (im Dialekt der Extremadura: Val-de-La-Calçá) ist eine spanische Gemeinde (municipio) mit 2.755 Einwohnern (Stand: 2024) in der Provinz Badajoz in der Autonomen Gemeinschaft Extremadura. 
Die Gemeinde wurde 1993 gebildet.

## Lage
Valdelacalzada liegt nördlich der Autobahn Autovía A-5 rund 30 km östlich der Provinzhauptstadt Badajoz und 40 km westlich von Mérida. Der Guadiana begrenzt die Gemeinde im Süden. 

## Sehenswürdigkeiten

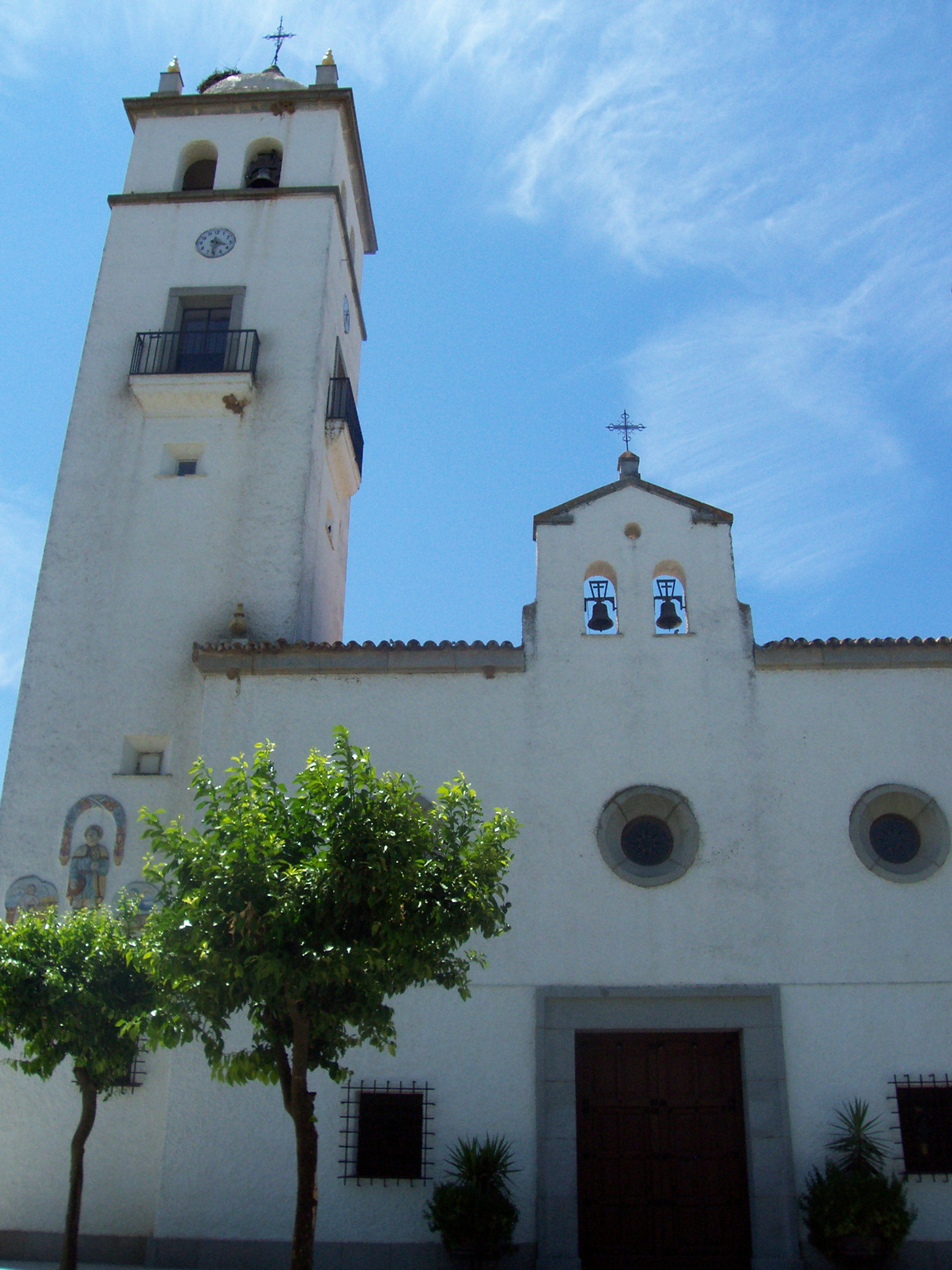
Kirche der Heiligen Familie
Rathaus

- Kirche der Heiligen Familie
- Rathaus